# Sandao Hu
Sandao Hu (kinesiska: 三岛湖) är en sjö i Kina. Den ligger i den autonoma regionen Tibet, i den sydvästra delen av landet, omkring 880 kilometer nordväst om regionhuvudstaden Lhasa. Trakten runt Sandao Hu är ofruktbar med lite eller ingen växtlighet.
Genomsnittlig årsnederbörd är 131 millimeter. Den regnigaste månaden är augusti, med i genomsnitt 32 mm nederbörd, och den torraste är november, med 1 mm nederbörd.